# Председнички избори у Француској 2022.
Председнички избори у Француској одржани су 10. и 24. априла 2022. године. Пошто ниједан кандидат није освојио апсолутну већину у првом кругу, одржан је други круг у којем је Емануел Макрон победио Марин ле Пен и поново изабран за председника Француске. Макрон, кандидат Републике у покрету (РУП), који је победио на председничким изборима 2017. и чији први мандат траје до 13. маја 2022. године, објавио је 3. марта 2022. да покреће своју кампању за други мандат. Противкандидаткиња у другом кругу му је била Марин ле Пен, вођа Националног савеза, коју је победио 2017. године. Први је председник Француске који је победио на два узастопна избора од 2002. године када је то успео Жак Ширак.
У другом кругу, Макрон је победио ле Пенову са 58,5% гласова наспрам њених 41,5%, што је мања предност него на изборима 2017. године. Ле Пенова је признала пораз након што су пројекције изласка на изборе постале доступне. Излазност је била 71,9%, најнижа у другом кругу председничких избора од 1969. године. Избори су одржани непосредно пре парламентарних избора 2022. године, који ће бити одржани 12. јуна, а други круг 19. јуна, на којима ће бити изабрано 577 посланика Народне скупштине, доњег дома Парламента Француске Републике.

## Позадина
Према члану 7 Устава Француске, председник Републике се бира на петогодишњи мандат на изборима у два круга. Ако ниједан кандидат не добије апсолутну већину гласова у првом кругу, други круг се одржава две седмице касније између два кандидата који су добили највише гласова. Према Уставу Француске, први круг председничких избора мора да се одржи између 20 и 35 дана пре промене власти на крају петогодишњег мандата актуелног носиоца функције. Пошто је Емануел Макрон преузео дужност 14. маја 2017, очекује се да ће се промена власти извршити 13. маја 2022. године. Сходно томе, први круг председничких избора биће одржан између 8. и 23. априла 2022. године, а други круг ће се одржати две седмице после првог. Гласноговорник владе Габријел Атал објавио је 13. јула 2021. датуме избора, односно 10. априла 2022. за први круг и 24. априла 2022. за евентуални други круг.
Да би били наведени у првом кругу гласања, кандидати су морали да обезбеде 500 потписа од државних или локалних изабраних званичника из најмање 30 различитих департмана или прекоморских заједница, са не више од десетине ових потписника из било ког појединачног департмана. Потписи се достављају Уставном савету, који је једини надлежни за одређивање учесника.

## Кандидати
Уставни савет је 7. марта 2022. објавио имена дванаест кандидата који су добили 500 валидних спонзорстава, са жребом утврђеним редоследом листе.
- Натали Арто
- Фабијен Русел
- Емануел Макрон
- Жан Ласал
- Марин Ле Пен
- Ерик Земур
- Жан-Лик Меланшон
- Ан Идалго
- Јаник Жадо
- Валери Пекрес
- Фиип Путу
- Никола Дипон-Ењан

## Анкете
Линије анкета су конструисане коришћењем локалних регресија.

## Резултати
| Кандидат                                    | Кандидат            | Странка                         | Странка             | 1. круг 10. април 2022. | 1. круг 10. април 2022. | 2. круг 24. април 2022. | 2. круг 24. април 2022. |
| Кандидат                                    | Кандидат            | Странка                         | Странка             | Гласови                 | %                       | Гласови                 | %                       |
| ------------------------------------------- | ------------------- | ------------------------------- | ------------------- | ----------------------- | ----------------------- | ----------------------- | ----------------------- |
|                                             | Емануел Макрон      | Република у покрету             | РУП                 | 9.785.578               | 27,84                   | 18.779.641              | 58,54%                  |
|                                             | Марин ле Пен        | Национални савез                | НС                  | 8.136.369               | 23,15                   | 13.297.760              | 41,46%                  |
|                                             | Жан-Лик Меланшон    | Непокорена Француска            | НФ                  | 7.714.949               | 21,95                   |                         |                         |
|                                             | Ерик Земур          | Поновно освајање                | ПО                  | 2.485.935               | 7,07                    |                         |                         |
|                                             | Валери Пекрес       | Републиканци                    | Р                   | 1.679.470               | 4,78                    |                         |                         |
|                                             | Јаник Жадо          | Европа, екологија — Зелени      | ЕЕЗ                 | 1.628.337               | 4,63                    |                         |                         |
|                                             | Жан Ласал           | Одупримо се!                    | ОС                  | 1.101.690               | 3,13                    |                         |                         |
|                                             | Фабијен Русел       | Комунистичка партија Француске  | КПФ                 | 802.615                 | 2,28                    |                         |                         |
|                                             | Никола Дипон-Ењан   | Устани, Француска               | УФ                  | 725.356                 | 2,06                    |                         |                         |
|                                             | Ан Идалго           | Социјалистичка партија          | СП                  | 616.651                 | 1,75                    |                         |                         |
|                                             | Филип Путу          | Нова антикапиталистичка партија | НАП                 | 268.984                 | 0,77                    |                         |                         |
|                                             | Натали Арто         | Радничка борба                  | РБ                  | 197.184                 | 0,56                    |                         |                         |
|                                             |                     |                                 |                     |                         |                         |                         |                         |
| Укупно                                      | Укупно              | Укупно                          | Укупно              | 35.143.118              | 100,00                  | 32.077.541              | 100,00                  |
|                                             |                     |                                 |                     |                         |                         |                         |                         |
| Важећи гласови                              | Важећи гласови      | Важећи гласови                  | Важећи гласови      | 35.143.118              | 97,83                   | 32.077.541              | 91,40                   |
| Празни гласови                              | Празни гласови      | Празни гласови                  | Празни гласови      | 543.638                 | 1,51                    | 2.228.012               | 6,35                    |
| Неважећи гласови                            | Неважећи гласови    | Неважећи гласови                | Неважећи гласови    | 237.023                 | 0,66                    | 790.987                 | 2,25                    |
| Излазност                                   | Излазност           | Излазност                       | Излазност           | 35.923.779              | 73,69                   | 35.096.540              | 71,99                   |
| Уздржани                                    | Уздржани            | Уздржани                        | Уздржани            | 12.824.135              | 26,31                   | 13.655.960              | 28,01                   |
| Регистровани бирачи                         | Регистровани бирачи | Регистровани бирачи             | Регистровани бирачи | 48.747.914              |                         | 48.752.500              |                         |
|                                             |                     |                                 |                     |                         |                         |                         |                         |
| Званични резултати Уставног савета –1. круг |                     |                                 |                     |                         |                         |                         |                         |